# Eusebius Amort

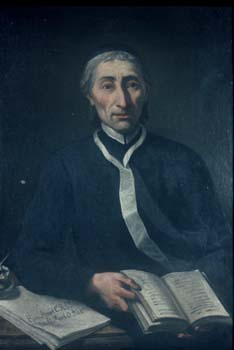
Eusebius Amort
(Ölgemälde aus der Bildergalerie der Bayerischen Akademie der Wissenschaften, Foto:BAdW)

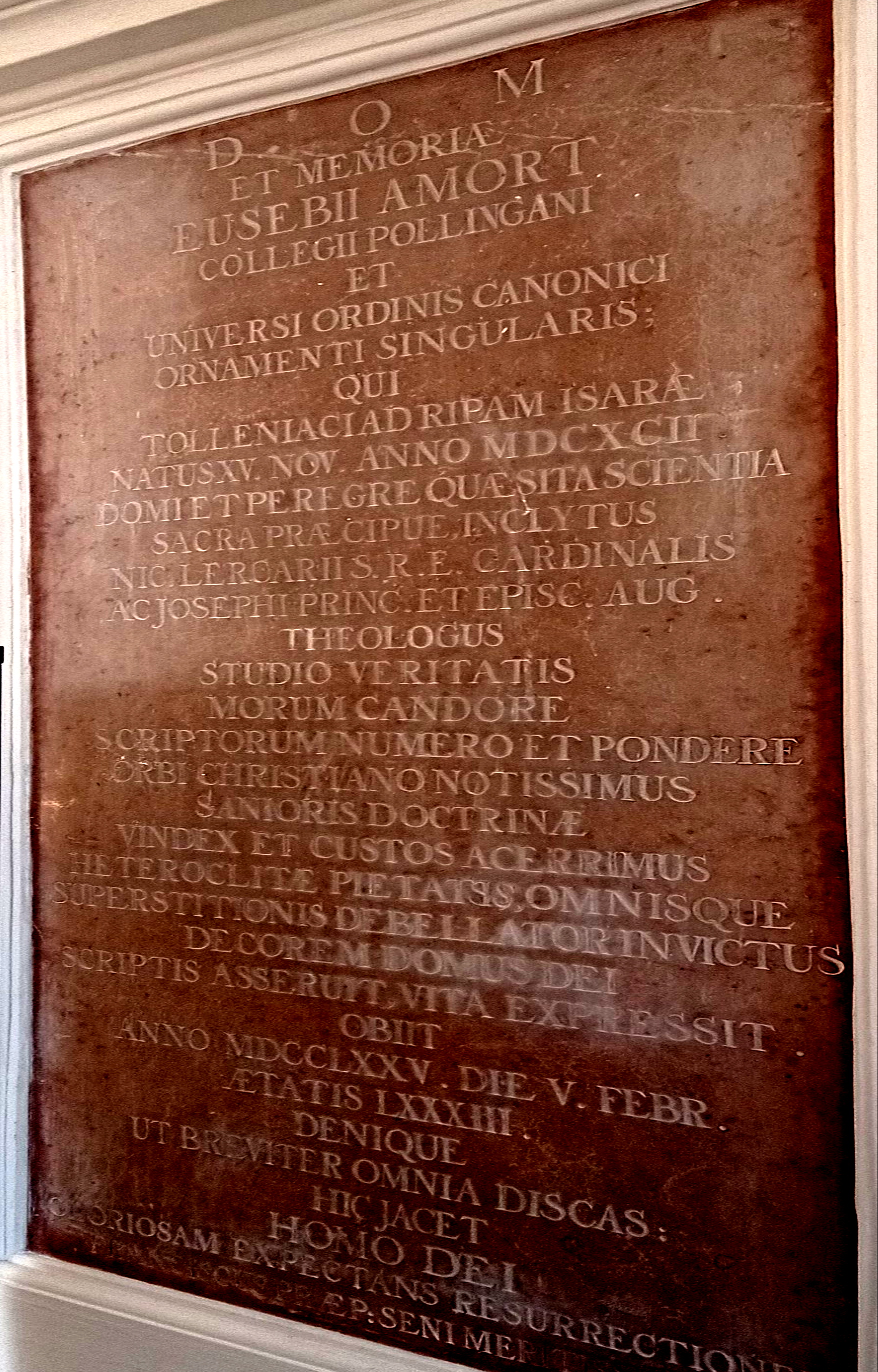
Epitaph für Eusebius Amort

Eusebius Amort (* als Thomas Amort 15. November 1692 auf der Bibermühle bei Tölz, Kurfürstentum Bayern; † 5. Februar 1775 in Polling, Kurfürstentum Bayern) war ein katholischer Theologe und Augustiner-Chorherr.

## Leben
Nach dem Gymnasialabschluss 1708 am Jesuitengymnasium in München (heute Wilhelmsgymnasium München) trat Amort 1709 in das Augustiner-Chorherrenstift Polling ein. Ab dem Jahre 1717 lehrte er dort Philosophie, Theologie und Kirchenrecht. 1720 wurde Amort Mitbegründer der gelehrten Gesellschaft Der bayerische Musenberg. In die ersten Jahre seiner Lehrtätigkeit fiel die Beschäftigung mit der Astronomie, die sich thematisch vor allem der Gültigkeit der Kopernikanischen Lehre widmete.
Von 1733 bis 1735 hielt sich Eusebius Amort zu Studien in Rom auf, was einen regen Briefwechsel mit Papst Benedikt XIV., vielen Gelehrten und Kardinälen zur Folge hatte. 1759 wurde er Gründungsmitglied der Kurfürstlichen Bayerischen Akademie der Wissenschaften. Amort war vielseitig gebildet und ein angesehener Wissenschaftler, vor allem der Moraltheologie und des Kirchenrechts. Von seinen über 70 Werken sind viele Handschriften in der Bayerischen Staatsbibliothek erhalten.
Besondere Bekanntheit erlangte Amort im Streit über die Echtheit der Privatoffenbarungen der María von Ágreda, der er äußerst kritisch gegenüberstand. Er bezeichnete ihre Privatoffenbarungen als „zweifelhaft“ und ihr postum erschienenes Werk Mistica Ciudad de Dios (Mystische Stadt Gottes) als „apokryph“. Er bemühte sich, Mängel in den Privatoffenbarungen sowie den starken Einfluss der Phantasie der Maria Ágreda aufzuzeigen. Die persönliche Heiligmäßigkeit Marias von Ágreda bestritt er allerdings nie.
Nach intensivem Studium der Kirchenväter, Heiligen (insbesondere auch bekannter Mystiker) und Theologen stellte er 125 Regeln über die Unterscheidung von echten und falschen Privatoffenbarungen auf, die allerdings teilweise zu streng sind. Seine Lehre über die Privatoffenbarungen war zwar spätestens mit den Forschungen Prosper Lambertinis, des späteren Papstes Benedikt XIV. in De beatificatione et canonizatione servorum Dei überholt, bot jedoch den Anstoß für die später übliche Einbeziehung von Medizin, Geisteswissenschaften, Naturwissenschaften etc. bei der Beurteilung von Privatoffenbarungen.
Amort bewies weiterhin durch intensives Quellenstudium, dass die Imitatio Christi (Nachfolge Christi) von Thomas von Kempen und nicht von Johannes Gerson stammte. In der Moraltheologie nahm er zwischen den Rigoristen und den Probabilisten eine Mittelstellung ein und wurde so mit Alfonso Maria de Liguori Begründer des Äquiprobabilismus.
Die kirchengeschichtlichen und dogmengeschichtlichen Studien in seinem Nachlass im Reichsarchiv und in der Bayerischen Staatsbibliothek gab der Kirchenhistoriker Johann Friedrich 1876 heraus, ausführlich kommentiert und fortgeführt.
In Polling ist die Eusebius-Amort-Straße nach ihm benannt.

## Werke
- Nova Philosophiae Planetarum et Artis Criticae Systemata Adumbrata. 1723.
- Philosophia Pollingana ad normam Burgundicae. 1730.
- De origine, progressu, valore ac fructu Indulgentiarum. 1735.
- De Revelationibus, Visionibus et Apparationibus Privatis Regulæ ... 1744.
- Controversia de Revelationibus Agredanis. 1749.
- Nova Demonstratio de falsitate Revelationum Agredanarum ... 1751.
- Theologia eclectica moralis et scholastica. 4 Bände Würzburg 1752.
- Theologia moralis inter rigorem et laxitatem media. Augsburg 1757.
- Elementa iuris canonici. 3 Bände 1757.
- Drei Aufsätze über das Bibliothekswesen, veröffentlicht von 1726 bis 1727 anonym im Parnassus Boicus[2]: 1. Von denen Büchereyen oder Bibliothecken ins gemein. 2. Von Ordnung und Einrichtung der Bibliothecken. 3. Von den Bibliothecken Bayrlands. Digitalisat
- Beiträge in und Beylagen zu: Gemeinnützige Betrachtung der neuesten Schriften, welche Religion~ Sitten und Besserung des menschlichen Geschlechts betreffen. In Verbindung mit einer Gesellschaft von Gelehrten. Hg. G. F. Seiler, Erlangen 1776–1800.
- Beiträge zur Kirchengeschichte des 18. Jahrhunderts: aus dem handschriftlichen Nachlass des regul. Chorherrn Eusebius Amort, zusammengestellt von J. Friedrich. Verlag der königlichen Akademie, in Commission bei G. Franz, München 1876.

## Epitaph
Der Grabstein des bedeutenden Theologen und Vertreters der Katholischen Aufklärung in Bayern, veranlasst durch den damaligen Propst Franz Töpsl des Augustiner-Chorherrenstift in Polling, befindet sich in der dortigen Stiftskirche Heilig Kreuz am südlichen Wandpfeiler neben dem ersten Seitenaltar, wenn man das Langhaus betritt. Unter Auflösung der Abkürzungen in Klammern lautet die Grabinschrift